# Плаја дел Кармен (Солидаридад)
Плаја дел Кармен (шп. Playa del Carmen) насеље је у Мексику у савезној држави Кинтана Ро у општини Солидаридад. Насеље се налази на надморској висини од 10 м.

## Становништво
Према подацима из 2010. године у насељу је живело 149923 становника.

### Хронологија
| Година       | 2000                  | 2005                   | 2010                   |
| ------------ | --------------------- | ---------------------- | ---------------------- |
| Становништво | 43613 (23638 / 19975) | 100383 (52284 / 48099) | 149923 (78169 / 71754) |

### Попис
| \| \| м \| \| \| ж \| \| 0—2 \| 5.241 \| \| \| 5.211 \| \| 3—5 \| 4.767 \| \| \| 4.878 \| \| 6—11 \| 7.714 \| \| \| 7.649 \| \| 12—14 \| 3.039 \| \| \| 3.049 \| \| 15—17 \| 3.459 \| \| \| 3.310 \| \| 18—24 \| 13.358 \| \| \| 12.375 \| \| 60+ \| 1.744 \| \| \| 1.683 \| \| Просек : \| 28,2 \| \| \| 27,2 \| |        |  |  |        |
| |        |  |  |        |
| | м      |  |  | ж      |
| 0—2 | 5.241  |  |  | 5.211  |
| 3—5 | 4.767  |  |  | 4.878  |
| 6—11 | 7.714  |  |  | 7.649  |
| 12—14 | 3.039  |  |  | 3.049  |
| 15—17 | 3.459  |  |  | 3.310  |
| 18—24 | 13.358 |  |  | 12.375 |
| 60+ | 1.744  |  |  | 1.683  |
| Просек : | 28,2   |  |  | 27,2   |

| #   | Индикатор                                                                                        | Вредност |
| --- | ------------------------------------------------------------------------------------------------ | -------- |
| 1   | Становништво од 0 до 2 године                                                                    | 10452    |
| 2   | Мушко становништво од 0 до 2 године                                                              | 5241     |
| 3   | Женско становништво од 0 до 2 године                                                             | 5211     |
| 4   | Становништво са 3 и више година                                                                  | 137190   |
| 5   | Мушко становништво са 3 и више година                                                            | 71771    |
| 6   | Женско становништво са 3 и више година                                                           | 65419    |
| 7   | Становништво са 5 и више година                                                                  | 130433   |
| 8   | Мушко становништво са 5 и више година                                                            | 68442    |
| 9   | Женско становништво са 5 и више година                                                           | 61991    |
| 10  | Становништво са 12 и више година                                                                 | 112182   |
| 11  | Мушко становништво са 12 и више година                                                           | 59290    |
| 12  | Женско становништво са 12 и више година                                                          | 52892    |
| 13  | Становништво са 15 и више година                                                                 | 106094   |
| 14  | Мушко становништво са 15 и више година                                                           | 56251    |
| 15  | Женско становништво са 15 и више година                                                          | 49843    |
| 16  | Становништво са 18 и више година                                                                 | 99325    |
| 17  | Мушко становништво са 18 и више година                                                           | 52792    |
| 18  | Женско становништво са 18 и више година                                                          | 46533    |
| 19  | Становништво од 3 до 5 година                                                                    | 9645     |
| 20  | Мушко становништво од 3 до 5 година                                                              | 4767     |
| 21  | Женско становништво од 3 до 5 година                                                             | 4878     |
| 22  | Становништво од 6 до 11 година                                                                   | 15363    |
| 23  | Мушко становништво од 6 до 11 година                                                             | 7714     |
| 24  | Женско становништво од 6 до 11 година                                                            | 7649     |
| 25  | Становништво од 8 до 14 година                                                                   | 15925    |
| 26  | Мушко становништво од 8 до 14 година                                                             | 7989     |
| 27  | Женско становништво од 8 до 14 година                                                            | 7936     |
| 28  | Становништво од 12 до 14 година                                                                  | 6088     |
| 29  | Мушко становништво од 12 до 14 година                                                            | 3039     |
| 30  | Женско становништво од 12 до 14 година                                                           | 3049     |
| 31  | Становништво од 15 до 17 година                                                                  | 6769     |
| 32  | Мушко становништво од 15 до 17 година                                                            | 3459     |
| 33  | Женско становништво од 15 до 17 година                                                           | 3310     |
| 34  | Становништво од 18 до 24 године                                                                  | 25733    |
| 35  | Мушко становништво од 18 до 24 године                                                            | 13358    |
| 36  | Женско становништво од 18 до 24 године                                                           | 12375    |
| 37  | Женско становништво од 15 до 49 година                                                           | 45352    |
| 38  | Становништво са 60 и више година                                                                 | 3427     |
| 39  | Мушко становништво са 60 и више година                                                           | 1744     |
| 40  | Женско становништво са 60 и више година                                                          | 1683     |
| 41  | Однос између мушкараца и жена                                                                    | 108.94   |
| 42  | Становништво од нуле до 14 година                                                                | 41548    |
| 43  | Становништво од 15 до 64 године                                                                  | 104189   |
| 44  | Становништво од 65 година и више                                                                 | 1905     |
| 45  | Просечан број деце                                                                               | 1.63     |
| 46  | Становништво рођено у ентитету                                                                   | 44112    |
| 47  | Мушко становништво рођено у ентитету                                                             | 22352    |
| 48  | Женско становништво рођено у ентитету                                                            | 21760    |
| 49  | Становништво рођено у другом ентитету                                                            | 97504    |
| 50  | Мушко становништво рођено у другом ентитету                                                      | 51478    |
| 51  | Женско становништво рођено у другом ентитету                                                     | 46026    |
| 52  | Становништво од 5 година и више резидентно у ентитету у јуну 2005. године                        | 88423    |
| 53  | Мушко становништво старосног доба од 5 година и више, резидентно у ентитету у јуну 2005. године  | 46350    |
| 54  | Женско становништво старосног доба од 5 и више година, резидентно у ентитету у јуну 2005. године | 42073    |
| 55  | Становништво од 5 година и више које је живело у другом ентитету у јуну 2005. године             | 36074    |
| 56  | Мушко становништво старије од 5 година које је живело у другом ентитету у јуну 2005. године      | 18676    |
| 57  | Женско становништво старије од 5 година које је живело у другом ентитету у јуну 2005. године     | 17398    |
| 58  | Становништво од 3 године и више које говори аутохтони језик                                      | 16336    |
| 59  | Мушко становништво старо 3 године и више које говори аутохтони језик                             | 9523     |
| 60  | Женско становништво старо 3 године и више које говори аутохтони језик                            | 6813     |
| 61  | Становништво од 3 године и више које говори аутохтони језик и не говори шпански језик            | 57       |
| 62  | Мушко становништво старо 3 године и више које говори аутохтони језик и не говори шпански         | 16       |
| 63  | Женско становништво старо 3 године и више које говори аутохтони језик и не говори шпански језик  | 41       |
| 64  | Становништво старо 3 године и више које говори аутохтони језик и шпански                         | 15334    |
| 65  | Мушко становништво старо 3 године и више које говори аутохтони језик и шпански                   | 8973     |
| 66  | Женско становништво старо 3 године и више које говори аутохтони језик и шпански                  | 6361     |
| 67  | Становништво од 5 година и више које говори аутохтони језик                                      | 16265    |
| 68  | Становништво од 5 година и више које говори аутохтони језик и не говори шпански језик            | 55       |
| 69  | Становништво од 5 година и више које говори аутохтони језик и говори шпански језик               | 15274    |
| 70  | Становништво у домородачким домаћинствима                                                        | 33603    |
| 71  | Становништво са ограничењима у активностима                                                      | 3634     |
| 72  | Становништво са ограниченим ходањем или кретањем, горе или доле                                  | 1577     |
| 73  | Становници са ограничењима вида, чак и уз кориштење сочива                                       | 1482     |
| 74  | Становништво са ограничењима говора, комуникације или конверзације                               | 378      |
| 75  | Становништво са ограниченим слухом                                                               | 233      |
| 76  | Становништво са ограничењима при одевању, купању или јелу                                        | 123      |
| 77  | Становништво са ограничењима у опажању или учењу једноставних ствари                             | 162      |
| 78  | Становништво са менталним ограничењима                                                           | 221      |
| 79  | Становништво без ограничења активности                                                           | 139814   |
| 80  | Становништво од 3 до 5 година које не похађа школу                                               | 4906     |
| 81  | Мушко становништво од 3 до 5 година које не похађа школу                                         | 2439     |
| 82  | Женско становништво од 3 до 5 година које не похађа школу                                        | 2467     |
| 83  | Становништво од 6 до 11 година које не похађа школу                                              | 725      |
| 84  | Мушко становништво од 6 до 11 година које не похађа школу                                        | 381      |
| 85  | Женско становништво од 6 до 11 година које не похађа школу                                       | 344      |
| 86  | Становништво од 12 до 14 година које не похађа школу                                             | 593      |
| 87  | Мушко становништво од 12 до 14 година које не похађа школу                                       | 302      |
| 88  | Женско становништво од 12 до 14 година које не похађа школу                                      | 291      |
| 89  | Становништво од 15 до 17 година похађа школу                                                     | 4105     |
| 90  | Мушко становништво од 15 до 17 година похађа школу                                               | 2095     |
| 91  | Женско становништво између 15 и 17 година живота у школи                                         | 2010     |
| 92  | Становништво од 18 до 24 године похађа школу                                                     | 2752     |
| 93  | Мушко становништво од 18 до 24 године похађа школу                                               | 1391     |
| 94  | Женско становништво од 18 до 24 године похађа школу                                              | 1361     |
| 95  | Становништво од 8 до 14 година које не може да чита и пише                                       | 511      |
| 96  | Мушко становништво старосног доба од 8 до 14 година које не може да чита и пише                  | 305      |
| 97  | Женско становништво старосног доби од 8 до 14 година које не може да чита и пише                 | 206      |
| 98  | Становништво од 15 година и више које је неписмено                                               | 2751     |
| 99  | Мушко становништво од 15 година и више које је неписмено                                         | 1087     |
| 100 | Женско становништво од 15 година и више које је неписмено                                        | 1664     |
| 101 | Становништво старо 15 и више година без школовања                                                | 3565     |
| 102 | Мушко становништво старо 15 и више година без школовања                                          | 1541     |
| 103 | Женско становништво старо 15 и више година без школовања                                         | 2024     |
| 104 | Становништво старосног доба 15 и више година са непотпуним основним образовањем                  | 8354     |
| 105 | Мушко становништво старосног доба од 15 година и више са непотпуном основним образовањем         | 4120     |
| 106 | Женско становништво старосног доба 15 и више година са непотпуном основним образовањем           | 4234     |
| 107 | Становништво старо 15 и више година са комплетним основним образовањем                           | 13502    |
| 108 | Мушко становништво старо 15 година и више са комплетним основним образовањем                     | 6644     |
| 109 | Женско становништво старо 15 и више година са комплетним основним образовањем                    | 6858     |
| 110 | Становништво старосног доба 15 и више година са непотпуним средњим образовањем                   | 5131     |
| 111 | Мушко становништво старосног доба од 15 година и више са непотпуним средњим образовањем          | 2839     |
| 112 | Женско становништво старосног доба од 15 година и више са непотпуним средњим образовањем         | 2292     |
| 113 | Становништво старо 15 и више година са пуним секундарном образовањем                             | 28717    |
| 114 | Мушко становништво старосног доба од 15 година и више са пуним секундарном образовањем           | 15733    |
| 115 | Женско становништво старосног доба од 15 година и више са пуним секундарном образовањем          | 12984    |
| 116 | Становништво старије од 18 година са постосновним образовањем                                    | 41648    |
| 117 | Мушко становништво старије од 18 година са постосновним образовањем                              | 22599    |
| 118 | Женско становништво старије од 18 година са постосновним образовањем                             | 19049    |
| 119 | Просечна оцена школовања                                                                         | 9.6      |
| 120 | Просечан ниво образовања мушке популације                                                        | 9.74     |
| 121 | Просечан ниво образовања женског становништва                                                    | 9.44     |
| 122 | Економски активно становништво                                                                   | 76602    |
| 123 | Економски активна мушка популација                                                               | 50132    |
| 124 | Економски активна женска популација                                                              | 26470    |
| 125 | Становништво које није економски активно                                                         | 32667    |
| 126 | Мушко становништво које није економски активно                                                   | 7424     |
| 127 | Женско становништво које није економски активно                                                  | 25243    |
| 128 | Запослено становништво                                                                           | 73749    |
| 129 | Запослено мушко становништво                                                                     | 48040    |
| 130 | Запослено женско становништво                                                                    | 25709    |
| 131 | Незапослена популација                                                                           | 2853     |
| 132 | Незапослена мушка популација                                                                     | 2092     |
| 133 | Незапослена женска популација                                                                    | 761      |
| 134 | Становништво без права на здравствене услуге                                                     | 52464    |
| 135 | Становништво које има право на здравствене услуге                                                | 92003    |
| 136 | Становништво које има право на ИМСС                                                              | 69545    |
| 137 | Становништво које има право на социјално осигурање                                               | 3269     |
| 138 | Становништво које има право на државно социјално осигурање                                       | 291      |
| 139 | Становништво које има право на опште осигурање или здравствено осигурање за нову генерацију      | 14533    |
| 140 | Становништво које је било једном или није било у браку током 12 година и више                    | 35375    |
| 141 | Венчано или уједињено становништво од 12 година и више                                           | 66010    |
| 142 | Становништво које је било у браку или уједињено 12 година и више                                 | 7968     |
| 143 | Становништво са католичком религијом                                                             | 87627    |
| 144 | Протестанти, еванђелисти и библијски следбеници различити од еванђелиста                         | 25688    |
| 145 | Становништво са другим религијама различитим од претходних                                       | 249      |
| 146 | Становништво без религије                                                                        | 28678    |
| 147 | Укупно пописаних домаћинства                                                                     | 45405    |
| 148 | Пописна домаћинства на челу са мушкарцима                                                        | 35245    |
| 149 | Пописна домаћинства на челу са женама                                                            | 10160    |
| 150 | Становништво у пописним домаћинствима                                                            | 147649   |
| 151 | Становништво у пописним домаћинствима на челу са мушкарцима                                      | 116919   |
| 152 | Становништво у пописним домаћинствима на челу са женама                                          | 30730    |
| 153 | Укупно домаћинстава                                                                              | 63784    |
| 154 | Укупно насељених домаћинстава                                                                    | 46145    |
| 155 | Укупно приватних кућа                                                                            | 63044    |
| 156 | Насељени приватни домови                                                                         | 45405    |
| 157 | Укупно насељених приватних кућа                                                                  | 46130    |
| 158 | Ненасељене приватне куће                                                                         | 12961    |
| 159 | Појединачна домаћинства за привремену употребу                                                   | 4678     |
| 160 | Становници у насељеним приватним кућама                                                          | 147649   |
| 161 | Насељеност станара у приватним становима                                                         | 3.25     |
| 162 | Просечно становника по соби у приватним насељеним домаћинствима                                  | 1.4      |
| 163 | Појединачна домаћинства са подовима од различитих материјала од земље                            | 42818    |
| 164 | Појединачна домаћинства у приземљу                                                               | 666      |
| 165 | Појединачна домаћинства са једном спаваћом собом                                                 | 27886    |
| 166 | Појединачна домаћинства са две спаваће собе и више                                               | 15883    |
| 167 | Појединачна домаћинства са једним собом                                                          | 16894    |
| 168 | Појединачна домаћинства са две собе                                                              | 8100     |
| 169 | Појединачна домаћинства са 3 собе и више                                                         | 18718    |
| 170 | Појединачна домаћинства која имају електрично светло                                             | 43711    |
| 171 | Појединачна домаћинства која немају електрично светло                                            | 123      |
| 172 | Појединачна домаћинства која имају водоводну воду у стамбеном простору                           | 43228    |
| 173 | Појединачна домаћинства која немају водоводну воду у стамбеном простору                          | 427      |
| 174 | Појединачна домаћинства која имају тоалет                                                        | 43444    |
| 175 | Појединачна домаћинства која имају канализацију                                                  | 43506    |
| 176 | Појединачна домаћинства која немају канализацију                                                 | 90       |
| 177 | Појединачна домаћинства која имају електрично светло, довод воде из јавне мреже и канализацију   | 42938    |
| 178 | Појединачна домаћинства без икаквих услова                                                       | 651      |
| 179 | Појединачна домаћинства која имају радио                                                         | 25696    |
| 180 | Појединачна домаћинства која имају телевизор                                                     | 40320    |
| 181 | Појединачна домаћинства која имају фрижидер                                                      | 36281    |
| 182 | Појединачна домаћинства која имају машину за веш                                                 | 28746    |
| 183 | Појединачна домаћинства која имају аутомобил или комби                                           | 14736    |
| 184 | Појединачна домаћинства која имају рачунар                                                       | 13429    |
| 185 | Појединачна домаћинства која имају фиксну телефонску линију                                      | 7126     |
| 186 | Појединачна домаћинства која имају мобилни телефон                                               | 39252    |
| 187 | Појединачна домаћинства која имају приступ интернету                                             | 8847     |
| 188 | Величина локације                                                                                | 11       |